# Кулидж, Калвин
Джон Ка́лвин (Кэлвин, Кельвин) Ку́лидж — младший (англ. John Calvin Coolidge Jr.; 4 июля 1872[…], Плимут-Нотч, Вермонт — 5 января 1933[…], Нортгемптон, Массачусетс) — американский государственный и политический деятель, член Палаты представителей штата Массачусетс от округа Гэмпшир (1907—1909), мэр Нортгемптона (1910—1912), сенатор штата Массачусетс (1912—1915), председатель Сената штата Массачусетс (1914—1915), 46-й вице-губернатор (1916—1919) и 48-й губернатор (1919—1921) штата Массачусетс, 29-й вице-президент (1921—1923) и 30-й президент США (1923—1929) от Республиканской партии.

## Биография

### Ранние годы
Джон Кэлвин Кулидж — младший родился 4 июля 1872 года в городке Плимут-Нотч округа Уинсор штата Вермонт в семье бизнесмена и политика Джона Кэлвина Кулиджа — старшего (1845—1926) и его супруги Виктории Джозефины Кулидж (урождённая Мур; 1846—1885). Единственный президент США, родившийся в День независимости США. Был старшим ребёнком в семье, имел младшую сестру Эбигейл (1875—1890), умершую от аппендицита, и младшего брата, умершего в 1924 году. Отец преуспевал в бизнесе и политике, являясь членом Республиканской партии. Джон Кэлвин Кулидж — старший был членом Палаты представителей штата Вермонт от округа Плимут (1872—1878), мировым судьёй родного округа (1880—1900; 1916—1924) и сенатором штата Вермонт от округа Уинсор (1910—1912). После смерти первой супруги он женился на Кэтрин Этель Браун (1857—1920), прекрасно поладившей с его детьми. С детства Джон Кэлвин Кулидж — младший практически не использовал первое имя.

### Образование и юридическая практика
Кэлвин Кулидж учился в Академии Блэк-Ривер, потом в Академии Сент-Джонсбери и колледже Амхерст, где особенно преуспевал в дебатировании. Вступил в студенческое братство Phi Gamma Delta. По окончании университета переехал в Нортгемптон (штат Массачусетс) и занялся юридической практикой. Стажировался в юридической фирме Hammond & Field. Её совладельцы помогли Кэлвину Кулиджу устроиться в округе Гэмпшир. В 1897 году Кэлвин Кулидж был принят в Коллегию адвокатов штата Массачусетс, а годом позже открыл собственную юридическую контору в Нортгемптоне. Имел репутацию надёжного, трудолюбивого и ответственного адвоката. Со временем за услугами к нему начали обращаться городские банки и другие предприятия.

### Ранняя политическая карьера
Примкнув к Республиканской партии, Кэлвин Кулидж поддержал Уильяма Мак-Кинли на президентских выборах 1896 года. Его заметили республиканцы Нортгемптона, и в 1897 году он стал членом городского комитета Республиканской партии в Нортгемптоне. В 1898 году успешно баллотировался в Городской Совет Нортгемптона, в 1899 году был избран городским адвокатом и проработал в должности до 1902 года, пока его не сменил член Демократической партии. Ненадолго вернулся к частной юридической практике, но уже в 1902 году стал клерком окружного судьи. Впрочем, уже в 1903 году Кэлвин Кулидж уволился с этой должности. В 1904 году неудачно баллотировался в Школьный Совет Нортгемптона.

### От избрания в Палату представителей штата Массачусетс до избрания губернатором
В 1906 году Кэлвин Кулидж провёл успешную кампанию в Палату представителей штата Массачусетс.
В 1907—1909 годах — член Палаты представителей штата Массачусетс от округа Гэмпшир. Придерживался прогрессивных взглядов, поддерживая предоставление женщинам избирательных прав и внедрение прямых выборов в Сенат. В 1908 году не стал участвовать в очередных выборах в Палату представителей Массачусетса, вместо этого сконцентрировавшись на подготовке к выборам мэра Нортгемптона.
В 1909 году был избран мэром Нортгемптона.
В 1910—1912 годах — мэр Нортгемптона. На этом посту увеличил заработную плату учителям, частично погасил городской долг и при этом добился некоторого снижения налогов. В 1911 году успешно переизбрался на второй мэрский срок, но уже в январе 1912 года досрочно прекратил исполнение обязанностей мэра Нортгемптона, так как был избран в Сенат штата Массачусетс.
В 1912—1915 годах — сенатор штата Массачусетс. В 1912 году участвовал в урегулировании забастовки рабочих Американской шерстяной компании в Лоуренсе (штат Массачусетс). Забастовка была урегулирована, а требования рабочих — удовлетворены. В том же году в рамках президентских выборов поддерживал консервативного республиканца Уильяма Тафта при том, что по взглядам был ближе к прогрессивному Теодору Рузвельту. В отличие от Рузвельта и его сторонников Кулидж не покинул Республиканскую партию.
В 1914—1915 годах — председатель Сената штата Массачусетс.
На губернаторских выборах в ноябре 1915 года Кулидж был напарником Сэмюэла Макколла. Вместе они привели республиканцев к победе на данных выборах.
В 1916—1919 годах — вице-губернатор штата Массачусетс. Входил в Губернаторский Совет и возглавлял комитеты по финансам и помилованию. В 1916 году полностью прекратил юридическую практику. В 1916 и 1917 годах успешно переизбрался в паре с губернатор Макколлом. В 1918 году Макколл решил не переизбираться на пост губернатора, и Кулидж начал готовиться к участию в них.

В ноябре 1918 года Кулидж баллотировался на пост губернатора штата Массачусетс в паре с Ченнингом Коксом. Поддерживал финансовый консерватизм, предоставление женщинам избирательных прав и участие США в Первой мировой войне, занимал неясную позицию по отношению к Сухому закону. В итоге Кулидж выиграл губернаторские выборы. 

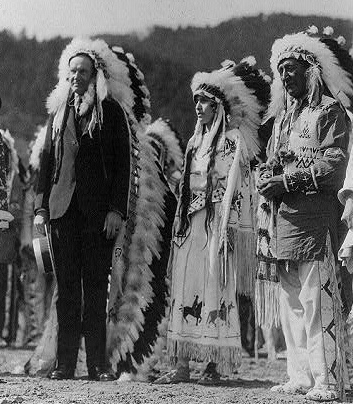
Кэлвин Кулидж (слева) и индейцы племени сиу

### Губернаторство
В 1919—1921 годах — губернатор штата Массачусетс. В 1919 году успешно переизбирался.
На посту губернатора Кэлвин Кулидж помогал финансово массачусетским ветеранам Первой мировой войны, сократил рабочую неделю для женщин и детей с 54 часов до 48 и был проводником Сухого закона. В 1919 году решительно и жёстко подавил забастовку полицейских в Бостоне. Благодаря подавлению данной забастовки стал популярен среди жёстких, консервативных республиканцев, обеспокоенных революционными событиями в Европе.
На национальной конвенции Республиканской партии 8-12 июня 1920 года в Чикаго (штат Иллинойс) кандидат в президенты Уоррен Гардинг выбрал Кулиджа своим напарником для участия в выборах 2 ноября. И Гардинг, и Кулидж стояли на изоляционистских позициях и противились членству США в Лиге Наций. Вместе они привели республиканцев к победе на президентских выборах 2 ноября 1920 года.
6 января 1921 года Кулидж досрочно прекратил исполнение обязанностей губернатора штата Массачусетс.

### Вице-президентство
4 марта 1921 года Кэлвин Кулидж официально вступил в должность вице-президента США.
В то время как президент Гардинг к 1923 году приобрёл репутацию человека эксцентричного, коррумпированного и к тому же любившего выпить вопреки Сухому закону, вице-президент Кулидж был неактивен, немногословен, нерешителен и как будто совершенно непримечателен, за что получил неофициальное прозвище «Молчаливый Кэл». На Кулиджа, однако, не падала тень ряда скандалов, сильно подорвавших репутацию Гардинга и даже сделавших вероятным его поражение на президентских выборах 1924 года. Скандалы эти сильно подорвали и доверие общественности к Белому дому.
Когда Гардинг неожиданно умер 2 августа 1923 года, Кулидж был в гостях у родителей, живших в доме без телефона и электричества. О смерти Гардинга он узнал отнюдь не сразу, лишь когда к нему прибыл посыльный с соответствующим извещением. Отец, мировой окружной судья, лично привёл Кулиджа к присяге поздней ночью при свете керосиновой лампы. Вернувшись в Вашингтон, Кулидж повторно принёс присягу перед верховным судьёй США Уильямом Тафтом.

### Президентство

#### Внутренняя политика
Поначалу американская общественность не знала, как реагировать на Кулиджа как президента, поскольку как вице-президент он никак себя не проявил. Ситуация несколько изменилась после первого обращения Кулиджа к Конгрессу США 6 декабря 1923 года. Победа Кулиджа на президентских выборах 1924 года показала, что он весьма быстро смог стать популярным при том, что к ноябрю 1924 года он был у власти чуть больше года.
Вскоре после вступления в должность президента Кулидж изменил состав президентской администрации, чтобы избавиться от наиболее скандально известных членов администрации Гардинга. К президентским выборам 1924 года Кулидж сумел восстановить доверие общественности к Белому дому, а президентской администрации вернуть доброе имя.
Обращение Кулиджа к Конгрессу 6 декабря 1923 года стало первой речью президента США, транслировавшейся по радио.
19 мая 1924 года Кулидж подписал Закон о компенсациях ветеранам Первой мировой войны.
26 мая 1924 года Кулидж подписал новый Закон об иммиграции.
2 июня 1924 года Кулидж подписал Закон о доходах 1924 года, предусматривавший снижение максимальной предельной ставки с 58 % до 46 %, а также ставки личного подоходного налога по всем направлениям, увеличение налога на недвижимость и внедрение налога на подарки. В тот же день Кулидж подписал Закон о гражданстве индейцев, предоставивший индейцам полноценное американское гражданство и все соответствующие права, в том числе и избирательные. На президентских выборах в ноябре того же года индейцы впервые приняли массовое участие в соответствующем голосовании как избиратели.
В 1924 году Кулидж принял решение баллотироваться на первый полноценный президентский срок. На национальной конвенции Республиканской партии 10-12 июня 1924 года в Кливленде (штат Огайо) он был практически беспрепятственно официально выдвинут кандидатом в президенты США. Своим напарником Кулидж выбрал Чарльза Дауэса, бывшего директора Бюро бюджета США. Демократы официально выдвинули кандидатом в президенты весьма малоизвестного Джона Дэвиса из Западной Вирджинии. От республиканцев откололись сторонники Роберта Лафоллета из Висконсина, решившего баллотироваться самостоятельно подобно Теодору Рузвельту. Это, как и личные драмы (смерть брата и одного из сыновей) усложняли положение Кулиджа. Однако повторения 1912 года, когда из-за раскола среди республиканцев президентом США был избран демократ, не произошло: Кулидж победил, набрав 382 голоса выборщиков. Дэвис набрал 136 голосов выборщиков, Лафоллет — 13.
4 марта 1925 года Кулидж повторно вступил в должность президента США, на этот раз в официальной и торжественной обстановке. Практически сразу же после этого он рассорился с вице-президентом Дауэсом настолько, что тот все 4 года вице-президентства практически не присутствовал на заседаниях Кабинета президента США. Кулидж и Дауэс так никогда и не примирились.
За всё своё президентство Кулидж, как сообщалось, дал больше пресс-конференций и интервью, чем какой-либо другой президент США.
При первом полноценном президентском сроке Кулиджа активно развивалось радиовещание, а кинематограф обрёл звук и стал более массовым.
К концу 1920-х годов начало обостряться положение афроамериканцев: постоянно давали о себе знать Ку-клукс-клан и суды Линча. Кулидж пытался добиться от Конгресса объявления линчеваний вне закона на всей территории США, но безуспешно из-за противодействия демократов. В это же время обострялись проблемы и противоречия вокруг Сухого закона, он становился всё более непопулярен. Также обострялась проблема преступности, прежде всего организованной.
В 1927 году Кулидж подвергался критике за неумелые действия во время Великого наводнения на Миссисипи.
В 1928 году Кулидж был на пике популярности и имел все шансы выиграть очередные президентские выборы. Однако он решил не переизбираться, тяжело переживая смерть сына и имея неважное состояние здоровья. Кандидатом в президенты от республиканцев на выборах 6 ноября стал Герберт Гувер, который в итоге успешно выиграл выборы.
4 марта 1929 года Кулидж передал президентские полномочия Гуверу.

#### Внешняя политика
17 августа 1923 года вступило в силу Вашингтонское морское соглашение 1922 года, подписанное представителями в том числе и США.
Во время президентства Кэлвина Кулиджа США сохранили оккупацию Никарагуа и Гаити, однако в 1924 году были выведены войска из Доминиканской Республики. В 1928 году Кулидж возглавил делегацию США на 6-й Панамериканской конференции в Гаване с мирным предложением к лидерам латиноамериканских государств. Этот официальный визит президента США на Кубу, которая в то время являлась зависимой от США республикой, стал последним в XX веке — лишь 20 марта 2016 года, спустя 88 лет, Кубу посетил с визитом президент США Барак Обама.
С первых дней пребывания в должности президента США Кулидж занял негативную позицию по вопросу о дипломатическом признании СССР.

Кэлвин Кулидж с котёнком

6 декабря 1923 года в своём первом обращении к Конгрессу он заявил: «Наше правительство не возражает против того, чтобы наши граждане торговали с народом России. Однако наше правительство не намерено вступать в какие-либо отношения с любым режимом, который отказывается признавать нерушимость международных обязательств. Я не намерен идти на сделку ради права на торговлю в ущерб любому из высоко ценимых прав человечества. Я не намерен превращать в товар какой-либо из американских принципов. Все санкции нашего правительства должны учитывать эти права и принципы. Но несмотря на то что благожелательность Америки не продаётся, я готов пойти на очень крупные уступки для спасения народа России». Кулидж упомянул затем в качестве условия такого шага со своей стороны признание российских долгов Соединённым Штатам. Эти слова президента дали советскому руководству пищу для надежд на улучшение отношений с США. Нарком по иностранным делам СССР Георгий Чичерин не замедлил откликнуться телеграфным посланием от 16 декабря 1923 года, в котором заявил о готовности своего правительства вступить в переговоры по всем вопросам, затронутым в президентском послании Конгрессу, включая вопрос о долгах и ведении пропаганды. Советское правительство, по словам Чичерина, было готово сделать всё, что в его силах, в пределах того, что ему позволяют достоинство и интересы его страны, для достижения желаемой цели восстановления дружбы с США. На послание советского правительства последовала, однако, отповедь государственного секретаря США Чарльза Хьюза, практически дезавуировавшего с ведома президента его заявление о готовности пойти на уступки. Принципиально негативное отношение к установлению дипломатических отношений между СССР и США сохранялось на протяжении всех лет президенства Кулиджа. Вместе с тем в эти годы началось заметное оживление торгово-экономических отношений двух стран.
При администрации Кэлвина Кулиджа сильно изменилось внешнеполитическое положение Германии: в соответствии с планом Дауэса 1924 года и Локарнскими договорами 1925 года на Германию были возложены более мягкие военные репарации, а в 1926 году Германия вступила в Лигу Наций.
27 августа 1928 года в Париже был подписан так называемый пакт Бриана-Келлога. Одним из ключевых разработчиков пакта был государственный секретарь США Фрэнк Келлог. Пакт был подписан представителями в том числе и США.

#### Экономика
Президентство Кэлвина Кулиджа — время успешного и бурного развития экономики США, так называемых «ревущих двадцатых». При Кулидже США оправились от экономического кризиса конца 1910-х-начала 1920-х годов и стали самой богатой страной в мире. Резко рос уровень жизни граждан США, прежде всего среднего класса, члены которого начали активно вкладывать в акционерные общества. Кулидж практически не вмешивался в дела экономики и доверил их таким людям, как Гувер. Казалось бы идеальное положение дел в экономике США при Кулидже было затишьем перед бурей, которая разразилась уже при Гувере в 1929 году: произошёл беспрецедентный Биржевой крах, после которого начался беспрецедентный экономический кризис в лице Великой депрессии.

### После президентства
Передав президентские полномочия Гуверу, Кэлвин Кулидж вернулся с семьёй в Нортгемптон. В 1929 году он опубликовал мемуары. Кулидж тяжело переживал Великую депрессию и резкое падение популярности республиканцев с одновременным резким усилением популярности демократов. В рамках праймериз и национальной конвенции Республиканской партии 1932 года некоторые республиканцы попытались выдвинуть Кулиджа официальным кандидатом в президенты, но безуспешно: большинством республиканцев вновь был официально выдвинут Гувер. На президентских выборах 8 ноября того же года Гувер потерпел сокрушительное поражение. Кэлвин Кулидж тяжело переживал это, и в свете шаткого здоровья скончался 5 января 1933 года в Нортгемптоне. Похоронен был на кладбище родного Плимут-Нотча в Вермонте.

## Семья
В 1903 году Кэлвин Кулидж познакомился с Грейс Гудхью, выпускницей Университета Вермонта и преподавательницей в школе для глухих в Нортгемптоне. 4 октября 1905 года они поженились в гостиной дома семьи Грейс, преодолев возражения матери Грейс против брака. После этого молодожёны отправились в свадебное путешествие в Монреаль. У Кэлвина и Грейс Кулиджей было двое сыновей: Джон Кулидж (1906—2000) и Кэлвин Кулидж — младший (1908—1924). В 1924 году Кэлвин Кулидж — младший умер от сепсиса после игры в теннис босиком. Его отец тяжело переживал его смерть и считал себя виновным в ней.

## Память
- Кэлвин Кулидж был отчеканен на 50-центной монете 1926 года в честь 150-летия независимости США.
- В 1938 году в память о Кэлвине Кулидже в США была выпущена почтовая марка.
- Именем Кэлвина Кулиджа была названа усадьба в Плимут-Нотче.
- В Нортгемптоне был сохранён дом Кэлвина Кулиджа.
- В Нортгемптоне была открыта Президентская библиотека-музей Кэлвина Кулиджа.
- В Вермонте именем Кэлвина Кулиджа были названы государственный лес и памятник.
- В Южной Дакоте именем Кэлвина Кулиджа была названа гора.
- Именем Кэлвина Кулиджа был назван мост в Нортгемптоне.
- Именем Кэлвина Кулиджа была названа плотина в Аризоне.
- Именем Кэлвина Кулиджа были названы город в Аризоне и местные аэропорт и железнодорожная станция.
- Именем Кэлвина Кулиджа был назван город в Монтане.
- Именем Кэлвина Кулиджа были названы ряд школ в штатах Нью-Йорк, Калифорния, Массачусетс, Нью-Джерси, Иллинойс и Аризона, а также в федеральном округе Колумбия.
- Именем Кэлвина Кулиджа был назван женский клуб в Аризоне.
- Именем Кэлвина Кулиджа была названа аудитория в Библиотеке Конгресса США.
- Именем Кэлвина Кулиджа была названа библиотека Карлстонского университета в Вермонте.
- Именем Кэлвина Кулиджа был назван холл в колледже Амхерст.

## Оценка деятельности
Американский писатель Билл Брайсон в своей книге «Беспокойное лето 1927» (англ. «One Summer: America, 1927») негативно отзывался о деятельности Кэлвина Кулиджа на посту президента США:
«В 1927 году Кулидж занимался государственными делами не более четырёх с половиной часов в день. Остальное время он дремал. Когда Кулидж не спал, он просто сидел, положив по своей давней привычке ноги в открытый ящик стола, и считал автомобили, проезжавшие по Пенсильвания-Авеню».